# MasterChef Ucrania
MasterChef Ucrania es un reality show ucraniano de la famosa franquicia MasterChef, No tiene presentador y su jurado está compuesto por el chef canadiense-colombiano Héctor Jimenez-Bravo y los chefs ucranianos Volodymyr Yaroslavskyi y Mykola Tyschenko.

## Primera edición (2011)
- La temporada 1 se transmitió desde 31 de agosto hasta el 28 de diciembre de 2011. Contó con 20 participantes

### Top 20
| Nombre               | Procedencia   | Edad | Ocupación                       | Información         |
| -------------------- | ------------- | ---- | ------------------------------- | ------------------- |
| Svitlana Sheptukha   | Donetsk       | 25   | Contable                        | Ganadora            |
| Anna Tarasenko       | Járkov        | 27   | Gerente                         | Duelista            |
| Volodymyr Tatarenko  | Lviv          | 28   | Gerente                         | 3.º clasificado     |
| Ihor Misevych        | Kitsman       | 38   | Veterinario                     | 4.º clasificado     |
| Elmira Mardyan       | Lviv          | 53   | Ama de casa                     | 15.ª expulsada      |
| Bohdan Shevlyuha     | Dnipro        | 24   | Desempleado                     | 14.º expulsado      |
| Tetyana Slyusarchuk  | Zalischyky    | 40   | Ama de casa                     | 13.ª expulsada      |
| Daryna Melnik        | Kiev          | 21   | Conferencista                   | 12.ª expulsada      |
| Lyudmyla Onyshchenko | Smila         | 42   | Profesora de música             | 11.ª expulsada      |
| Ivan Kamenchuk       | Zhytomyr      | 24   | Profesor                        | 10.º expulsado      |
| Amir Etmimani        | Kiev          | 26   | Gerente de comercios exteriores | 9.º expulsado       |
| Lyudmyla Lahutina    | Boryspil      | 25   | Financiera                      | 8.ª expulsada       |
| Rodion Kifarets      | Donetsk       | 37   | Financiero                      | 7.º expulsado       |
| Tetiana Strebkova    | Simferopol    | 28   | Mánager de centro comercial     | 6.ª expulsada       |
| Pavlo Sypatin        | Zaporiyia     | 22   | Ingeniero civil                 | 5.º expulsado       |
| Yuliya Pankova       | Kiev          | 21   | Estudiante de Derecho           | 4.ª expulsada       |
| Serhiy Zolin         | Zaporiyia     | 54   | Ingeniero químico               | 3.º expulsado       |
| Oleksandr Pratskov   | Kropyvnytskyi | 28   | Empresario                      | Abandono voluntario |
| Anton Horb           | Dnipro        | 20   | Banquero                        | 2.º expulsado       |
| Yuliya Korobka       | Kiev          | 31   | Profesora de danza              | 1.ª expulsada       |

#### Tabla eliminatoria
| Puesto | Participante | Semana | Semana | Semana | Semana | Semana | Semana | Semana | Semana | Semana | Semana | Semana | Semana | Semana | Semana | Semana | Semana | Semana |
| Puesto | Participante | 3      | 3      | 4      | 5      | 6      | 7      | 8      | 9      | 10     | 11     | 12     | 13     | 14     | 15     | 16     | 17     | 18     |
| ------ | ------------ | ------ | ------ | ------ | ------ | ------ | ------ | ------ | ------ | ------ | ------ | ------ | ------ | ------ | ------ | ------ | ------ | ------ |
| 1      | Svitlana     | BAJO   | GANA   |        |        |        |        |        |        |        |        |        |        |        |        |        |        |        |
| 2      | Anna         | ALTO   | INM    |        |        |        |        |        |        |        |        |        |        |        |        |        |        |        |
| 3      | Volodymyr    | ALTO   | INM    |        |        |        |        |        |        |        |        |        |        |        |        |        |        |        |
| 4      | Ihor         | GANA   | INM    |        |        |        |        |        |        |        |        |        |        |        |        |        |        |        |
| 5      | Elmira       | ALTO   | INM    |        |        |        |        |        |        |        |        |        |        |        |        |        |        |        |
| 6      | Bohdan       | PE     | BAJO   |        |        |        |        |        |        |        |        |        |        |        |        |        |        |        |
| 7      | Tetyana      | GANA   | INM    |        |        |        |        |        |        |        |        |        |        |        |        |        |        |        |
| 8      | Daryna       | PE     | INM    |        |        |        |        |        |        |        |        |        |        |        |        |        |        |        |
| 9      | Lyudmyla O.  | ALTO   | INM    |        |        |        |        |        |        |        |        |        |        |        |        |        |        |        |
| 10     | Ivan         | PE     | GANA   |        |        |        |        |        |        |        |        |        |        |        |        |        |        |        |
| 11     | Amir         | GANA   | INM    |        |        |        |        |        |        |        |        |        |        |        |        |        |        |        |
| 12     | Rodion       | ALTO   | INM    |        |        |        |        |        |        |        |        |        |        |        |        |        |        |        |
| 13     | Lyudmyla L.  | ALTO   | INM    |        |        |        |        |        |        |        |        |        |        |        |        |        |        |        |
| 14     | Tetiana      | PE     | BAJO   |        |        |        |        |        |        |        |        |        |        |        |        |        |        |        |
| 15     | Pavlo        | GANA   | INM    |        |        |        |        |        |        |        |        |        |        |        |        |        |        |        |
| 16     | Yuliya P.    | PE     | ALTO   |        |        |        |        |        |        |        |        |        |        |        |        |        |        |        |
| 17     | Serhiy       | PE     | SALV   |        |        |        |        |        |        |        |        |        |        |        |        |        |        |        |
| 18     | Oleksandr    | BAJO   | SALV   |        |        |        |        |        |        |        |        |        |        |        |        |        |        |        |
| 19     | Anton        | PE     | ALTO   |        |        |        |        |        |        |        |        |        |        |        |        |        |        |        |
| 20     | Yuliya K.    | BAJO   | ELIM   |        |        |        |        |        |        |        |        |        |        |        |        |        |        |        |

Leyenda:
| Ganador del concurso Finalista del concurso Ganador de primera prueba Alto desempeño en primera prueba Bajo desempeño en primera prueba Tres peores de primera prueba | Gana inmunidad Gana prueba de eliminación Alto desempeño en prueba de eliminación Medio desempeño en prueba de eliminación Bajo desempeño en prueba de eliminación | Salvado último Eliminado del concurso No compitió |

- Datos: Q4284323